# 1900년 하계 올림픽 오스트레일리아 선수단
1900년 하계 올림픽 오스트레일리아 선수단은 프랑스 파리에서 개최된 1900년 하계 올림픽에 참가한 올림픽 오스트레일리아 선수단이다. 2개 종목에서 선수 2명이 참가하였다.

## 메달 집계

### 종목별 참가 선수 및 메달 집계
| 종목 | 참가 선수 | 1 | 2 | 3 | 합계 |
| 수영 | 2         | 0 | 0 | 2 |      |
| 육상 | 0         | 0 | 2 | 2 |      |
| 합계 | 2         | 0 | 3 | 5 |      |

### 메달리스트
| 메달 | 선수          | 종목 | 세부 종목        | 날짜     |
| ---- | ------------- | ---- | ---------------- | -------- |
|      | 프레데릭 레인 | 수영 | 남자 200m 자유형 | 8월 12일 |
|      | 프레데릭 레인 | 수영 | 남자 200m 장애물 | 8월 12일 |
|      | 스탠리 롤리   | 육상 | 60m              | 7월 15일 |
|      | 스탠리 롤리   | 육상 | 200m             | 7월 22일 |

## 종목별 성적

### 수영
| 선수          | 세부 종목   | 예선   | 예선 | 결선   | 결선 |
| 선수          | 세부 종목   | 기록   | 순위 | 기록   | 순위 |
| 프레데릭 레인 | 200m 자유형 | 2:59.0 | 1 Q  | 2:25.2 | 1    |
| 프레데릭 레인 | 200m 장애물 | 3:04.0 | 1 Q  | 2:38.4 | 1    |

## 육상
트랙 경기
| 선수                                                        | 세부 종목    | 예선 | 예선 | 준결선 | 준결선 | 패자부활전 | 패자부활전 | 결선 | 결선 |
| 선수                                                        | 세부 종목    | 기록 | 순위 | 기록   | 순위   | 기록       | 순위       | 기록 | 순위 |
| 스탠리 롤리                                                 | 60m          | 불명 | 2 Q  |        |        |            |            | 7.2  | 3    |
| 스탠리 롤리                                                 | 100m         | 불명 | 2 Q  | 불명   | 2 q    | 11.0       | 1 Q        | 11.2 | 3    |
| 스탠리 롤리                                                 | 200m         | 25.0 | 1 Q  |        |        |            |            | 22.9 | 3    |
| 스탠리 롤리 샤를 베넷 시드니 로빈슨 알브레드 타이소 존 리머 | 5000m 단체전 |      |      |        |        |            |            | 26   | 1    |

## 비공식 종목

### 사격
| 선수            | 종목   | 결선 | 결선 |
| 선수            | 종목   | 기록 | 순위 |
| --------------- | ------ | ---- | ---- |
| 모널드 맥킨토시 | 비둘기 | 18   | 3    |

## 참고 자료
- Andrews, Malcolm (2000). 《Australia at the Olympic Games》.
- De Wael, Herman. Herman's Full Olympians: "1900 Olympians from Australia" 보관됨 2016-03-03 - 웨이백 머신
- Mallon, Bill (1998). 《The 1900 Olympic Games, Results for All Competitors in All Events, with Commentary》. Jefferson, North Carolina: McFarland & Company, Inc., Publishers. ISBN 0-7864-0378-0.
- “Austrailia:1900 Olympic Results”. sports-reference.com. 2012년 8월 14일에 원본 문서에서 보존된 문서. 2010년 4월 29일에 확인함.